# Kościół Pana Jezusa Ukrzyżowanego i Matki Bożej Bolesnej w Pakości
Kościół Pana Jezusa Ukrzyżowanego i Matki Bożej Bolesnej w Pakości – rzymskokatolicki kościół parafialny należący do parafii pod tym samym wezwaniem (dekanat barciński archidiecezji gnieźnieńskiej).
Obecna świątynia została wzniesiona w 1661 roku i konsekrowana została w dniu 14 września 1691 roku. W 1725 i 1971 roku oraz w latach 2010–2018 kościół został gruntownie wyremontowany. Budowla jest ściśle związana z Kalwarią Pakoską (stanowi 12 stację Drogi Krzyżowej), która przez Prymasa Polski Wojciecha Polaka w dniu 14 września 2018 roku została ogłoszona Archidiecezjalnym Sanktuarium Męki Pańskiej. Do zabytków XVII-wiecznej barokowej świątyni należą: ołtarz główny w formie Golgoty z rzeźbioną w drewnie grupą Ukrzyżowania (pięć figur), dwa boczne ołtarze z obrazami Piety i Matki Bożej Bolesnej, rokokowa ambona, chrzcielnica, drewniany chór, barokowe obrazy przedstawiające franciszkańskich świętych: Bonawenturę i Ludwika de Valois. Budowla posiada również nowsze obrazy Jezusa Miłosiernego i św. Jana Pawła II. W zakrystii znajdują się: rokokowa komoda, zabytkowa monstrancja, kielichy a także relikwiarze Krzyża Świętego, św. Franciszka z Asyżu i św. Antoniego z Padwy. W Roku Wielkiego Jubileuszu (2000 rok) kościół Ukrzyżowania, jako Sanktuarium Krzyża Świętego, pełnił rolę kościoła stacyjnego, a w Nadzwyczajnym Roku Jubileuszu Miłosierdzia (2016 rok) w kościele otwarto „Bramę Miłosierdzia”..